# Fritz Rotter (Theaterunternehmer)
Fritz Rotter (* 3. September 1888 als Fritz Schaie in Leipzig; † 7. Oktober 1939 in Colmar) war ein deutscher Theaterbetreiber (der sogenannten Rotter-Bühnen), Regisseur und Produzent.

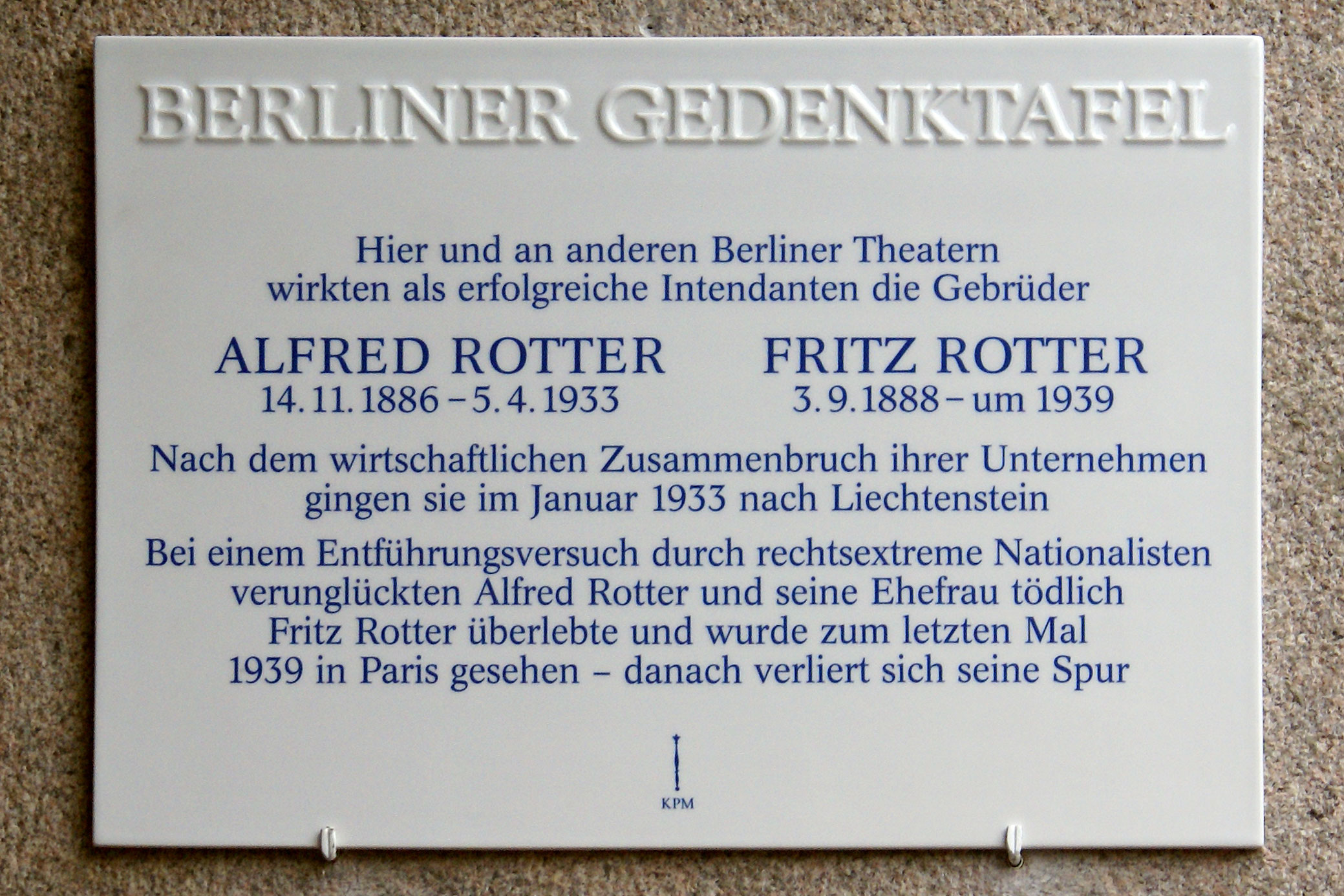
Gedenktafel am Admiralspalast

## Die frühen Erfolge
Die Gebrüder Fritz und Alfred Rotter galten in der Weimarer Republik als die umtriebigsten Theatermacher Berlins: zwei schillernde Persönlichkeiten, deren unkontrollierte Theateranhäufungen, verschachtelte Firmenkonstrukte und waghalsige Finanzierungskonzepte kurz vor dem Machtantritt Adolf Hitlers zu einem viel beachteten und weithin publizierten Skandal in der Spätphase der ersten deutschen Demokratie führen sollten.
An der Seite Alfreds sammelte Fritz Schaie die Grundkenntnisse über das Theatermachen am Deutschen Schauspielhaus, an dessen Gründung einst beider Vater finanziell beteiligt gewesen war. Inmitten des Krieges erwarben die Schaie-Brüder, die sich bereits frühzeitig in Rotter umbenannt hatten, ihre erste eigene Spielstätte, das Trianon-Theater. Bald darauf folgte mit dem Residenz-Theater die nächste Berliner Spielstätte. Zuletzt betrieben sie, zum Teil als Direktoren, überwiegend aber als Pächter, insgesamt neun Häuser. Zu den Rotterbühnen zählten u. a. das Metropol-Theater, das Theater des Westens, das Lessingtheater, das Lustspielhaus und das Centraltheater, in denen ebenso Klassiker (Stücke von Euripides, Sophokles, Shakespeare, Lessing) wie Stücke moderner Autoren (darunter Ibsen, Hauptmann und Shaw) aufgeführt wurden. Die Rotter-Brüder landeten ihre größten kommerziellen Erfolge vor allem am Metropol-Theater, der Spielstätte der leichten Muse. Dort brachten sie schwungvolle Revuen und Operetten sowie zahlreiche Boulevardstücke zur Aufführung, teilweise in eigener Inszenierung.
Zu den größten Erfolgen der Brüder Rotter zählte die Uraufführung von Paul Abrahams Operette Ball im Savoy im Großen Schauspielhaus am 23. Dezember 1932 mit Gitta Alpár und Oskar Dénes, deren Absetzung die NSDAP in Zusammenhang mit dem Judenboykott Anfang April 1933 erzwang. Zahlreiche Berliner Theater- und Filmgrößen wurden von den Rotters gefördert und verdienten sich an deren Bühnen ein Zubrot.

## Der Zusammenbruch des Rotter-Konzerns
Der verschachtelte Rotter-Konzern – sechs GmbHs und zwei Aktiengesellschaften – geriet in der Spätphase der Weimarer Republik mehr und mehr in eine schwere finanzielle Schieflage (rund vier Millionen RM Bank- und Hypothekenschulden), da selbst die Rotter-Brüder im Zuge der unkontrollierten Spielstättenanhäufung die Übersicht zu verlieren drohten. Alfred und Fritz Rotter hatten bei ihren Firmen oftmals Konstruktionen gewählt, die sie im Krisenfalle von jeder Verantwortung im juristischen Sinne befreiten. So blieben zahlreiche finanzielle Forderungen von Gläubigern ungehört – Mietrückstände etwa, die dazu führten, dass die Besitzerin des Metropol-Theaters, die Dorotheenstadt-Baugesellschaft, am 17. Januar 1933 gegen die Rotters einen Konkursantrag stellte.
In 41 Prozessen versuchte allein der Verband Deutscher Bühnenschriftsteller und Bühnen-Komponisten die Rotters dazu zu zwingen, endlich ihre Tantiemenschulden zu begleichen. Dazu kam, dass sich einige späte Rotter-Produktionen (um 1932) als gewaltige Kassenflops erweisen sollten. Keine zwei Wochen vor dem Machtantritt der Nationalsozialisten, am 18. Januar 1933, vermeldete die Vossische Zeitung einen Konkursantrag gegen die Rotter-Brüder. Die Berliner Börsen-Zeitung sprach am selben Tag sogar vom Zusammenbruch der Rotterbühnen. Über 1300 Angestellte des kollabierenden Firmenkonglomerats verloren von einem Tag auf den nächsten ihren Arbeitsplatz.
Nunmehr de facto bankrott, setzten sich Alfred und Fritz Rotter, die offenbar im Anschluss an den Kurfürstendamm-Krawall von 1931 im Oktober 1931 zur Sicherheit die Staatsbürgerschaft des Fürstentums Liechtenstein angenommen hatten, am 9. beziehungsweise 22. Januar 1933 zunächst in die Schweiz, dann nach Vaduz (Liechtenstein) ab. Vor allem Fritz Rotter hatte bis zuletzt verzweifelt versucht, frisches Kapital aufzutreiben, um den völligen Kollaps des Firmenimperiums abzuwenden. Am 22. Januar 1933 wurde schließlich vom Amtsgericht Mitte ein Haftbefehl gegen die Brüder ausgestellt.

## „Rotter-Entführung“

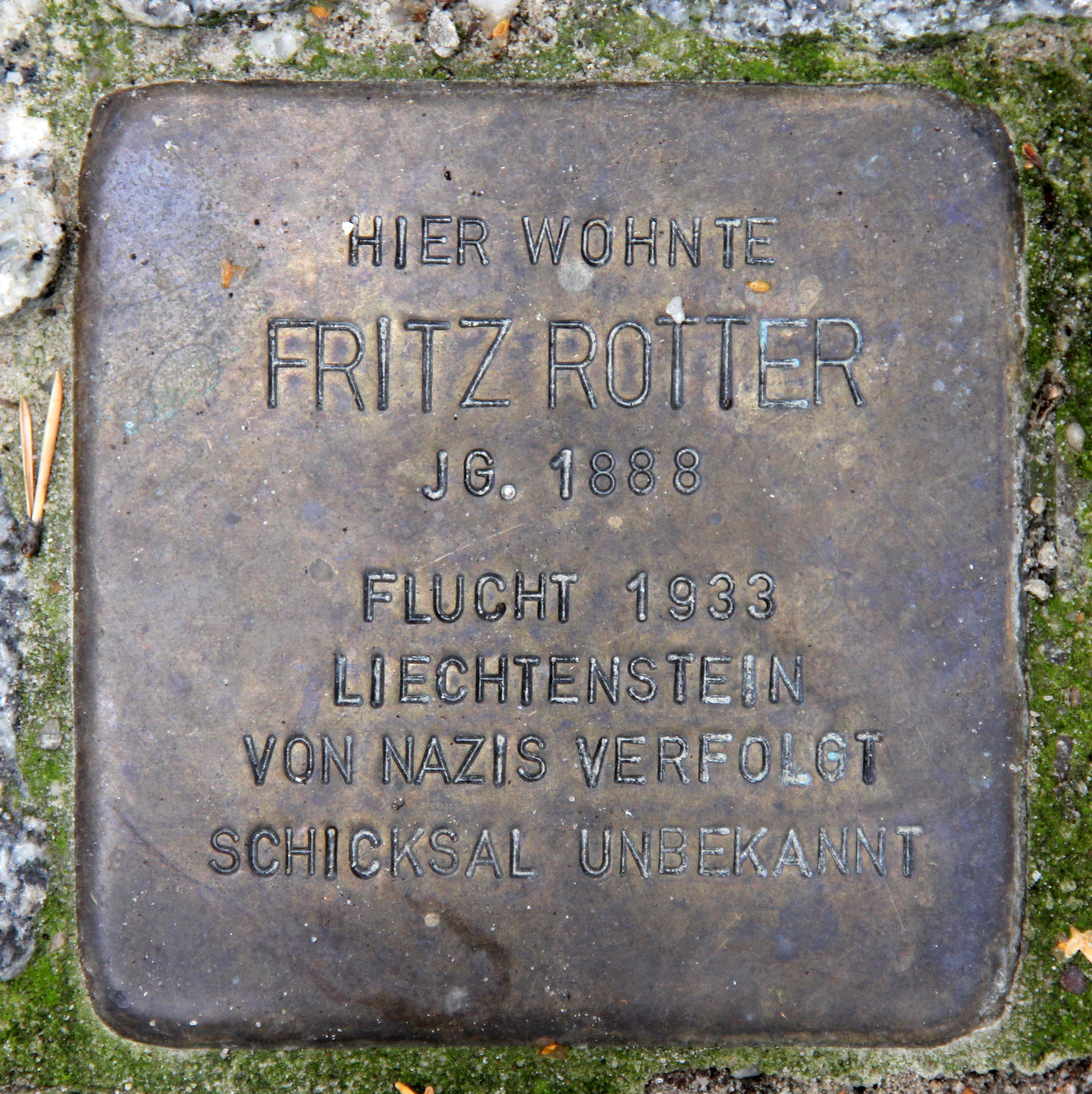
Stolperstein, Kunz-Buntschuh-Straße 16, in Berlin-Grunewald

Die am 30. Januar 1933 an die Macht gekommenen Nationalsozialisten nutzten den schillernden Finanzskandal um die jüdischen Brüder zu hasserfüllten, antisemitischen Propagandafeldzügen in Bild und Ton. In unmittelbarem Zusammenhang mit dem Judenboykott, den die NSDAP in der Vorwoche im Deutschen Reich hatte durchführen lassen, kam es zu einem Versuch, beide Rotters am 5. April 1933 aus einem Liechtensteiner Waldhotel heraus nach Deutschland zu entführen, der jedoch scheiterte. Bei einer Hetzjagd durch die Bergwelt kamen Alfred Rotter und dessen Ehefrau Gertrud ums Leben, während Fritz Rotter den Verfolgern – deutsche und liechtensteinische Nazi-Anhänger – verletzt entkommen konnte. Die Entführer, darunter Franz Roeckle, ein in Frankfurt am Main sehr bekannter Architekt aus dem Umfeld des Neuen Bauens, kamen mit milden Strafen davon. 

## Emigration und Verfolgung
Fritz Rotters folgende Lebensjahre sind nur unvollständig dokumentiert. Er konnte sich nach längerem Krankenhausaufenthalt Mitte Mai 1933 mit Unterstützung des Zürcher Anwalts Wladimir Rosenbaum über die Schweiz nach Frankreich absetzen; sein Berliner Reisegepäck musste er in Vaduz zurücklassen. In beiden Ländern war er aber gleichfalls nicht sicher vor Nachstellungen nationalsozialistischer Behörden. In Frankreich erfolgte auf deutschen Druck im November 1934 seine Festnahme durch die dortige Polizei. Wie die deutschsprachige Exilantenzeitung Pariser Tageblatt in ihrer Ausgabe vom 3. Februar 1935 berichtet, wurde Rotter jedoch im Februar 1935 auf Geheiß der französischen Regierung aus seiner Haft in Aix-en-Provence entlassen. Zu dieser Zeit besaß er angesichts einer Intervention der liechtensteinischen Steuerverwaltung keine gültigen liechtensteinischen Papiere mehr, die für eine weitere Ausreise nach Übersee unentbehrlich gewesen wären.
In einer weiteren Emigrantenpublikation, Pem's-Privat-Berichte, wurde in der Ausgabe vom 3. August 1937 berichtet, dass Rotter in der Schweiz aufgrund eines alten Auslieferungsersuchens des Deutschen Reichs erneut verhaftet worden sei. Offenbar kam man diesem Ersuchen nicht nach. Im Dezember desselben Jahres publizierte Pem's eine Meldung, der zufolge Rotter in Paris große (finanzielle) Not leiden würde. Am 22. Juni 1938 hieß es, dass Rotter mit dem Vorhaben, ein Gastspiel Albert Bassermanns auf die Beine zu stellen, gescheitert sei.
Die letzte Nachricht von ihm stammte aus den letzten Wochen vor Beginn des Zweiten Weltkriegs. Pem's-Privat-Berichte vom 25. Juli 1939 berichtete, dass Rotter wegen ungedeckter Schecks im Casino der französischen Stadt Boulogne verhaftet worden sei. Ob Fritz Rotter nach Kriegsausbruch als ‚feindlicher Ausländer‘ erneut inhaftiert und später, nach Einmarsch der Wehrmacht in Frankreich, deportiert wurde oder ob ihm die Flucht ins sichere Ausland gelang, war jahrzehntelang unbekannt. Wie erst rund 80 Jahre später durch seinen Biografen Peter Kamber publik wurde, kam Fritz Rotter im Oktober 1939 während der Verbüßung einer sechsmonatigen Haftstrafe in Colmar im Elsass aus unbekannter Ursache ums Leben. Die französischen Behörden hatten bereits im Herbst 1938 in Zusammenhang mit ungedeckten Schecks Haftbefehl gegen Rotter erlassen. Rotter wurde auf dem jüdischen Friedhof von Colmar beigesetzt.
Die Wirren um den Beginn des Zweiten Weltkriegs durch den deutschen Überfall auf Polen und die daraus resultierende Kriegserklärung Frankreichs und Großbritanniens an das Deutsche Reich in den Vorwochen dürften dazu beigetragen haben, dass Rotters Tod damals öffentlich nicht bekannt wurde.